# 美國領土變遷

美國領土變遷動圖

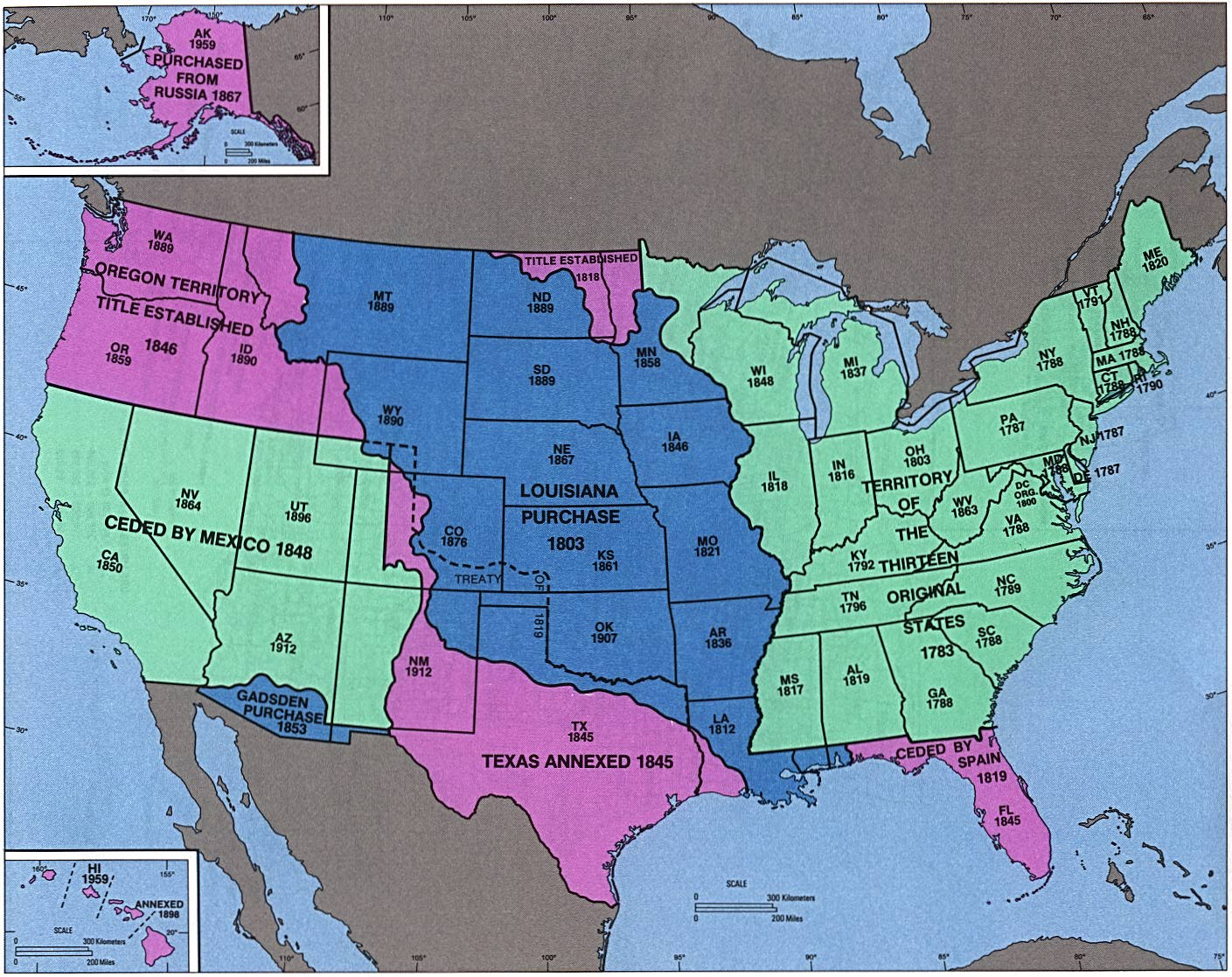
美國領土變遷及各州設州年份

美國領土變遷（英語：Territorial evolution of the United States）列出美國領土內外邊界的變更，以及地位和名稱的變化。領土地圖上也包括最終成為美國一部分的周邊地區。并附有地圖。自1783年《巴黎條約》簽訂，美國獨立獲得承認以來，美國領土向西擴張，前後擴張7次，州數也由十三州不斷增加，國家曾因為內部戰亂分裂一次，損失獨立的11州，戰後至今穩定增加，至今共有五十國加入聯邦，為美國五十州。

## 備注
- 本文不包括《自由聯合協定》下的未并入地區及國家，包括：
  - 自由聯合協定下的國家：馬紹爾群島、密克羅尼西亞聯邦、帛琉
  - 建制非併入屬地：關島、美屬維爾京群島
  - 自治領地，相當於建制非併入屬地：北馬里亞納群島、波多黎各
  - 美屬薩摩亞為非自治領地，但有憲法和自治政府，實際上非常相似於一個自治領地
  - 美國本土外小島嶼，無人島，非自治，包括除巴爾米拉環礁以外的未編入領土
  - 萊恩群島、巴拿馬運河區、菲律賓自治領和菲尼克斯群島等前未編入領土
  - 聯合國在二戰後委任美國統治的太平洋島
- 在下面的地圖上，為將範圍限定在美國國境內，因而一些跨界地區，不予完全畫出。例如俄勒冈邦。
- 一些美國成立早期的邊界紛爭目前其爭端邊界不明。例如西佛羅里達和東佛羅里達，在本文中早期一概以阿巴拉契科拉河為界，之後的地圖改以派迪多河為界[1]。
- 一些小的更改未用地圖表示：

1. 南北戰爭結束後，維吉尼亞州有兩個縣移交給西維吉尼亞州。
2. 阿拉斯加國境問題
3. 賓夕法尼亞州與特拉華州之間的一塊面積約1平方英里的楔形領土糾紛。
4. 達科他領地成立時包括了在北緯43°線以南，科亚帕哈河及奈厄布拉勒河以北的一塊地區。該地區在1882年3月28日轉交給內布拉斯加州。
5. 印第安納領地的兩次小的邊界調整。
6. 與墨西哥之間關於格蘭德河的邊界紛爭。

## 18世紀
1789年3月4日
美國憲法開始生效，一個新的國家誕生。各州批准憲法的日期不同，在這裏為簡略地圖，使用一張地圖來表示最終狀態。
1783年9月3日，巴黎條約簽訂，美國從英國獨立。原先的十三個殖民地成為了獨立的國家。在巴黎條約的第二條中有一些關於美國疆界的條文，但也有一些問題。其一是當時規定美國西部邊界為自伍茲湖向南沿密西西比河，但當時人們還不知道密西西比河的水源位置。因而實際邊界線成了自伍茲湖向南到密西西比河的直線。
西佛羅里達同美國之間的邊界同樣有爭議。西班牙統治佛羅里達時，其北部與英國的邊界線是北緯31°線。英國後將北緯32°38'作為新的界線。巴黎條約簽訂後，佛羅里達再次歸屬西班牙所有。英國主張以北緯31°線作為邊界，但西班牙則主張仍以舊邊界線作為邊境。此外馬薩諸塞州北部的緬因地區和蘇必利爾湖西北都有邊界爭議。
特拉華州和賓夕法尼亞州兩州之間的楔形地區自17世紀以來就存在主權爭議。
紐約州和新罕布什爾州均宣稱對佛蒙特共和國的領土擁有主權，但佛蒙特共和國實際上是一個獨立但未被承認的國家。
1789年8月7日
美國國會確認俄亥俄河西北的領土編入西北領地。
1790年4月2日
美國國會將北卡羅來納州西部地區劃出該州。
1790年5月26日
俄亥俄河以南的領土被編入西南領地，相當於現在的田納西州。
1791年3月4日
佛蒙特共和國加入美國，成為美國的第14個州。
1791年9月9日
哥倫比亞特區成立，其土地來自馬里蘭州和弗吉尼亞州。弗吉尼亞州的土地在1847年返還。
1792年3月3日
聯邦政府將伊利三角賣給賓夕法尼亞州。
1792年6月1日
維吉尼亞州在阿巴拉契亞山脈以西的部分被劃出，成為美國的第15個州肯塔基州。
1796年6月1日
西南領地改為田納西州，成為美國的第16個州。
1796年8月2日
根據平克尼條約（也稱聖洛倫索條約），確認美國和西佛羅里達的邊界線為北緯31度線。
1798年5月7日
因亞祖土地醜聞，時任美國總統約翰·亞當斯簽署法律，佐治亞州西部土地被讓渡。佐治亞州西部的土地和西佛羅里達轉交給美國的土地合併，成為密西西比領地。

## 1800年代
1800年7月4日
自西北領地西部分出印第安納領地。
1800年7月10日
康涅狄格州將其的西部保留地讓渡給聯邦政府，成為西北領地的一部分。。
1802年4月26日
佐治亞州正式將其西部的土地讓渡給聯邦政府。另外在1800年10月1日，根據第三次聖伊德方索條約，西班牙將路易斯安那轉交給法國。
1803年3月1日
西北領地東南部成為美國的第17個州—俄亥俄州。西北領地剩下的部分被劃入印第安納領地。
1803年4月30日
進行了路易斯安娜購地，美國領土大幅向西擴張。
1804年3月27日
佐治亞州讓渡出的領土被劃入密西西比領地當中。
1804年10月1日
成立路易斯安那地區，當時其為印第安納領地的下屬領土。另外成立了奧爾良領地，範圍包括了現在的路易斯安那州和德克薩斯州的部分地區。
1805年1月11日
自印第安納領地中分出密歇根領地。
1805年7月4日
路易斯安那地區改為路易斯安那領地。
1809年3月1日
自印第安納領地中分出伊利諾伊領地。

## 1810年代
1810年4月
夏威夷群島統一為夏威夷王國。
1810年10月27日
詹姆斯·麥迪遜總統宣布美國合併西佛羅里達的巴吞魯日地區。在此之前90天時，西佛羅里達共和國宣布獨立。
1812年4月30日
奧爾良領地的大部分成為了美國的第18個州路易斯安那州。領地的其他部分讓渡給路易斯安那領地。
1812年5月12日
聯邦政府將西佛羅里達的一部分合併入密西西比領地內，使密西西比領地範圍相當於現在的亞拉巴馬州和密西西比州兩州。
1812年6月4日
路易斯安那領地更名為密蘇里領地。
1816年12月11日
印第安納領地南部成為美國的第19個州印第安納州。
1817年3月3日
自密西西比領地中分出亞拉巴馬領地。
1817年12月10日
密西西比領地成為美國第20個州密西西比州。
1818年10月20日
1818年條約成立，伍茲湖以西的北緯49度線成為美國與英國的國界線。并成立俄勒冈邦，由美國和英國共同統治。俄勒冈邦的範圍包括了現在的愛達荷州及俄勒岡州大部，華盛頓州全部和蒙大拿州局部，以及加拿大不列顛哥倫比亞省南部。條約同時規定雷德河流域歸屬美國統治，包括了明尼蘇達州西北部、北達科他州東北部和南達科他州東北部的一部分。
1818年12月3日
伊利諾伊領地南部成為美國的第21個州伊利諾伊州。伊利諾伊領地剩餘部分編入密歇根領地。
1819年3月2日
密蘇里領地南部劃出，改為阿肯色領地。
1819年12月14日
亞拉巴馬領地成為美國的第22個州亞拉巴馬州。

## 1820年代
1820年3月16日
馬薩諸塞州的緬因地區分出，成為美國的第23個州緬因州。
1821年7月10日
亚当斯－奥尼斯条约生效，該條約規定出了美國和新西班牙之間的邊界。根據條約規定，西屬佛羅里達被出售給美國。該條約同時規定了現在的愛達荷州和俄勒岡州的一部分移交給俄勒冈邦。現在的科羅拉多州、俄克拉荷馬州和懷俄明州的部分地區及新墨西哥州和德克薩斯州全州移交給新西班牙。
1821年8月10日
密蘇里領地東南部成為美國的24個州密蘇里州。當時密蘇里州還未獲得其現在西北部的三角形地區，在1837年通過普雷特購地獲得。
1821年9月27日
新西班牙自西班牙獨立，墨西哥建國。
1822年3月30日
佛羅里達領地成立。自這時起阿肯色領地的正式名稱改為阿肯色州。
1824年11月15日
阿肯色領地西側部分劃出，成為非建制領土。
1828年5月6日
阿肯色領地面積縮小至相當於現在阿肯色州的規模。剩餘部分領土除米勒郡外再次成為非建制領土。

## 1830年代
1834年6月30日
現在的愛荷華州、明尼蘇達州西部、北達科他州和南達科他州東部的大片非建制領土被劃入密歇根領地。
1836年3月2日
德克薩斯共和國自墨西哥獨立，由此產生一系列領土糾紛。
1836年6月15日
阿肯色領地成為美國的第25個州阿肯色州。
1836年7月4日
威斯康星領地自密歇根領地中分出。其範圍包括了現在的威斯康星州、明尼蘇達州、愛荷華州和南北達科他州的東部。而作為對托萊多最終劃入俄亥俄州的補償，上密歇根半島被劃入密歇根領地的領土，形成現在密歇根州的疆界。
1837年1月26日
密歇根領地成為美國的第26個州密歇根州。
1837年3月28日
通過普雷特購地，密蘇里州面積增加了一小部分，其面積達到現在的規模。
1838年7月4日
愛荷華領地自威斯康星領地中分出。

## 1840年代
1842年11月10日
根據韋伯斯特—阿什伯頓條約，解決了美國和英國之間關於落基山脈以東的土地之間的糾紛，確定了緬因州和明尼蘇達州東北的邊界。
1845年3月3日
佛羅里達領地成為美國的第27個州佛羅里達州。
1845年12月19日
德克薩斯共和國成為美國的第28個州德克薩斯州。德克薩斯共和國在1845年3月1日與美國合併。不過其加入請求并沒有立刻獲得美國國會的同意。其的聲稱領土範圍包括了現在德州全州及科羅拉多州、新墨西哥州、俄克拉荷馬州和懷俄明州的部分地區。而隨著德州的加入，阿肯色州放棄了對米勒郡的領土要求。
1846年6月18日
俄勒岡條約簽訂，根據此條約，美國與英國以伍茲湖以西的北緯49度線作為兩國邊界（不含溫哥華島）。俄勒岡結束了其共同統治的歷史，其在美國的部分成為非建制領土。
1846年12月18日
愛荷華領地的東南部成為美國的第29個州愛荷華州。
1847年3月13日
哥倫比亞特區將其在波托馬克河以南部分的領土歸還給弗吉尼亞州。聯邦議會在1846年7月9日通過了土地返還的法令，弗吉尼亞州自該日起重新領有該片土地。
1848年2月2日
簽訂瓜達盧佩·伊達戈爾條約，美墨戰爭結束，美國自墨西哥獲得了大片土地，包括了現在的加利福尼亞州、內華達州和猶他州，以及亞利桑那州大部，科羅拉多州、新墨西哥州和懷俄明州局部。
1848年5月29日
威斯康星領地南部成為美國的第30個州威斯康星州。
1848年8月14日
俄勒岡領地成立，範圍包括了愛達荷州全州，蒙大拿州西北部，俄勒岡州，華盛頓州和懷俄明州西部。
1849年3月3日
明尼蘇達領地成立，其領土範圍包括了現在的明尼蘇達州和南達科他州及北達科他州的東部。

## 1850年代
1850年9月9日
根據1850年妥协案，對墨西哥割讓地進行了分割。其西部成為美國的第31個州加利福尼亞州。剩餘部分分為猶他領地和新墨西哥領地兩部分。兩個領地及德克薩斯州為償還負債，將其一部分領土讓渡給聯邦政府，成為非建制領土。德克薩斯州北部的一塊土地成為現在俄克拉荷馬州西部的狹長土地。新墨西哥領地包括了現在的亞利桑那州和新墨西哥州大部分地區，科羅拉多州南部及內華達州南端。猶他領地包括了現在的猶他州、內華達州大部分地區和科羅拉多州及懷俄明州的部分地區。
1853年3月2日
華盛頓領地自俄勒岡領地中分出，其範圍包括了現在的華盛頓州、愛達荷州北部和蒙大拿州西端。剩下的俄勒岡領地則包括了俄勒岡州全州，愛達荷州南部和懷俄明州的部分地區。
1853年12月30日
通過蓋茲登購地，新墨西哥領地的領土範圍得到了增加，其相當於現在亞利桑那州和新墨西哥州最南部的部分地區。
1854年5月30日
成立了堪薩斯領地和內布拉斯加領地，其他部分改稱印第安領地。堪薩斯領地包括了現在的堪薩斯州和科羅拉多州東部。內布達斯加領地包括了現在的內布達斯加州和科羅拉多州、蒙大拿州、北達科他州、南達科他州、懷俄明州局部。印第安領地包括了俄克拉荷馬州東部。
1858年5月11日
明尼蘇達領地東部成為美國的第32個州明尼蘇達州，剩餘部分成為非建制領土。
1859年2月14日
俄勒岡領地西部成為美國的第33個州俄勒岡州。其他部分被劃入華盛頓領地。

## 1860年代
1860年2月8日
德克薩斯州開始對當時歸屬聯邦政府管理的格里爾縣提出主權要求。現在該地為俄克拉荷馬州所有。
1861年1月29日
堪薩斯領地東部被接納成為美國第34個州堪薩斯州。堪薩斯領地西部地位較為特殊。其在1861年2月28日劃入科羅拉多領地，但在堪薩斯州成立到此期間有一個月的空窗期，在這段時間無官方地位。
1861年2月4日
美利堅聯盟國成立。南方各州脫離聯邦的日期并不相同，這裏為簡略地圖表示，畫出美利堅聯盟國的最終狀態。肯塔基州和密蘇里州有南北兩個政府存在。印第安領地為美利堅聯盟國所控制。南北戰爭前後的變化請參考聯盟國州份演化過程。
1861年2月28日
科羅拉多領地成立。其領土自猶他領地、新墨西哥領地和內布拉斯加領地以及堪薩斯領地的剩餘領土中劃出。其範圍相當於現在的科羅拉多州。另外華盛頓領地及猶他領地的一部分轉劃給內布拉斯加領地。
1861年3月2日
自內布拉斯加領地中分出達科他領地，其範圍也包括明尼蘇達領地剩下的非建制領土。達科他領地包括了現在的南達科他州和北達科他州，以及蒙大拿州大部分地區和懷俄明州北部地區。內布拉斯加領地包括了現在內布拉斯加州全州和懷俄明州南部。內華達領地自猶他領地中分出，範圍包括了現在內華達州西北部，其東部界限是華盛頓以西的西經39度線。
1861年8月1日
美利堅聯盟國在新墨西哥領地南部成立了亞利桑那領地。其正式成立於1862年2月14日。範圍包括了現在的亞利桑那州和新墨西哥州的南半部。
1862年7月14日
內華達領地領土面積增加，由華盛頓以西的西經39度線改為西經38度線。
1863年2月24日
美利堅合眾國在新墨西哥領地中分出了亞利桑那領地，兩領地大致相當於現在兩州的領土，亞利桑那領地還包括了現在內華達州南部的一部分。
1863年3月4日
自華盛頓領地、達科他領地及內布拉斯加領地中分出愛達荷領地。其範圍包括了現在的愛達荷州、蒙大拿州全州及懷俄明州大部分地區。內布拉斯加領地和華盛頓領地的面積變為相當於現在的規模。
1863年6月20日
弗吉尼亞州西部一些不愿意加入美利堅聯盟國的縣自弗吉尼亞州分出，成為美國的第35個州西弗吉尼亞州。
1864年5月26日
蒙大拿領地自愛達荷領地中分出，達科他領地也獲得了一部分愛達荷領地的領土。蒙大拿領地的範圍相當於現在的蒙大拿州。愛達荷領地的範圍相當於現在的愛達荷州和懷俄明州西部。達科他領地的範圍相當於現在的北達科他州和南達科他州以及懷俄明州大部。
1864年10月31日
內華達領地成為美國的第36的州內華達州。其面積較現在略小，在東部和南部均比現在面積小。
1865年4月9日
美利堅聯盟國投降。在重建時期南方各州重新加入聯邦經歷了一個數年的過程，在這裏為簡略地圖表示，只顯示各州全部再次加入聯邦的地圖。期間的演變過程請參照聯盟國州份演化過程。
1866年5月5日
內華達州東界由華盛頓以西的西經38度線改為37度線。
1867年1月18日
亞利桑那領地的西北角轉給內華達州，形成今日的邊界
1867年3月1日
內布拉斯加領地成為美國的第37個州內布拉斯加州。
1867年10月11日
美國自俄羅斯購得阿拉斯加。
1868年7月25日
懷俄明領地成立，其領土來自達科他、愛達荷及猶他領地。範圍相當於現在的懷俄明州。

## 1870年代
1872年10月21日
豬戰結束，美國獲得聖胡安群島。
1876年8月1日
科羅拉多領地成為美國的第38個州科羅拉多州。

## 1880年代
1882年3月28日
達科他領地位於43°線以南，Keya Paha河和Niobrara河以北的土地讓渡給內布拉斯加州。
1884年5月17日
設立阿拉斯加地區。
1889年11月2日
達科他領地分為兩部分，分別成為美國第39個州北達科他州和第40個州南達科他州。
1889年11月8日
蒙大拿領地成為美國第41個州蒙大拿州。
1889年11月11日
華盛頓領地成為美國第42個州華盛頓州。

## 1890年代
1890年5月2日
自印第安領地西部分出俄克拉荷馬領地，相當於現在的俄克拉荷馬州西部
1890年7月3日
愛達荷領地成為美國的第43個州愛達荷州。
1890年7月10日
懷俄明領地成為美國的第44個州懷俄明州。
1894年7月4日
夏威夷王國變更為夏威夷共和國。
1896年1月4日
猶他領地成為美國的第45個州猶他州。
1896年5月4日
美國最高法院判決裁定克里爾縣歸俄克拉荷馬領地所有。
1898年8月12日
夏威夷共和國與美國合併。
1900年6月14日
夏威夷群島成為夏威夷領地。

## 20世紀
1903年10月20日
阿拉斯加边界争议通過調停解決，最終解決方案較有利於美國。
1907年11月16日
俄克拉荷馬領地與印第安領地合併，成為美國的第46個州俄克拉荷馬州。
1912年1月6日
新墨西哥領地成為美國的第47個州新墨西哥州。
1912年2月14日
亞利桑那領地成為美國的第48個州亞利桑那州。
1912年8月24日
阿拉斯加地區改為阿拉斯加領地。
1921年3月28日
特拉華州與賓夕法尼亞州之間的領土糾紛最終以有利於特拉華州的方案解決。
1959年1月3日
阿拉斯加領地成為美國的第49個州阿拉斯加州。
1959年8月21日
夏威夷領地成為美國的第50個州夏威夷州。成立夏威夷州的法案特別指明帕邁拉環礁不屬於該州，使帕邁拉環礁成為未建制領土；帕邁拉環礁是美國現時唯一一塊合併領土。
1970年
根據1970年國境條約，德克薩斯州里奧黎各市讓渡給墨西哥。在1977年正式移交。里奧黎各市加入墨西哥的塔毛利帕斯州。

## 外部連結
- States of the United States （页面存档备份，存于） from Statoids.com.
- The 50 State Quarters Program at the United States Mint, listing dates of statehood.
- Acquisition Process of Insular Areas - lists all insular areas
- International Boundary Commission （页面存档备份，存于） between Canada and the U.S.